# Jean-Luc Dompé
Jean-Luc Dompé, né le 12 août 1995 à Arpajon, est un footballeur franco-ivoirien. Il évolue actuellement comme ailier à Hambourg SV.

## Biographie

### Débuts au Valenciennes FC
Formé au Valenciennes FC, il débute en professionnel lors de la saison 2014-2015 dès la première journée de Ligue 2, en entrant en jeu contre le Gazeléc Ajaccio, lancé par Bernard Casoni. L'entraîneur cannois le définit comme un joueur qui « peut te mettre le feu en 20 minutes, […] joue à droite ou à gauche, aux deux pieds, rapide et vif, à la très bonne qualité de centre et au dribble qui peut te laisser sur place. » Sa progression est perturbée par son refus de signer professionnel avec son club formateur. Il est ainsi mis au ban par le successeur de Casoni, David Le Frapper, à partir d'avril 2015.
Il termine ce premier exercice en compagnie du groupe professionnel avec 20 rencontres disputées toutes compétitions confondues, suffisant pour que des intérêts de Marseille et de Lille soient évoqués au mercato d'été suivant. Son profil prend un peu plus d'épaisseur en juin lorsqu'il remporte avec l'équipe de France U20 le Festival international espoirs – Tournoi Maurice-Revello, buteur lors de la finale, inscrivant le but du 3-1 face au Maroc.

### Départ en Belgique
Dans un premier temps annoncé au Standard de Liège, il rallie bel et bien la Belgique mais prend la direction du K. Saint-Trond VV. Il n'y fera pas de vieux os, le temps d'apparaître à douze reprises en Jupiler Pro League, pour un but et deux passes décisives, et de rejoindre, finalement, le Standard le 7 janvier 2016, y signant un contrant de 3 ans et demi. On retrouve dans les propos d'Axel Lawarée, leur directeur sportif, les mêmes qualités évoquées par Casoni, doué techniquement, très véloce, pouvant évoluer sur les deux flancs et doté d'une capacité à faire la différence à tout moment.
En championnat, il effectue sa première sortie sous son nouveau maillot pour la réception de son ancien club, Saint-Trond. Ses anciens coéquipiers viennent s'imposer 2 buts à 1 au stade Maurice-Dufrasne sur un doublé de leur nouvelle recrue, l'allemand Proschwitz. Le 5 mars 2016, il se distingue pour sa première titularisation, décisif dans la victoire des siens, buteur et offrant une passe décisive face à Genk (victoire 2-1). Deux semaines plus tard, il sauve la saison des siens, le Standard ne s'étant pas qualifié pour les play-offs I, ouvrant le score lors de la victoire 2-1 en finale de la Coupe de Belgique. Assurés d'être présents en phase de poules de la Ligue Europa, il sauve également la tête de son entraîneur, Yannick Ferrera, annoncé en conflits avec plusieurs joueurs, dont Dompé, Mohamed Yattara, Ivan Santini ou Anthony Knockaert ainsi qu'avec plusieurs membres du staff.
Lors du début de saison 2016-2017, les choses ne s'arrangent pas, l'entraîneur Ferrera l'écarte le temps d'une semaine, lui reprochant son hygiène de vie et son comportement. Les Rouches patinent sportivement avec une victoire sur les 5 premières rencontres de Jupiler Pro League et une défaite en Supercoupe face au Club Bruges. C'en est trop pour la direction qui finit par congédier son entraîneur. Le serbe Jankovic arrive et propulse Dompé titulaire (seulement sa deuxième titularisation de la saison) le 11 septembre 2016 face au Racing Genk. Il lui rend sa confiance en délivrant une assist pour Belfodil sur l'ouverture du score (victoire finale 2-0) et ne passe pas loin du but, frappant l'équerre. Néanmoins, une blessure à la cheville le freine au pire moment, éloigné des terrains d'octobre à novembre, l'équipe se fait sans lui et le pousse à aller chercher du temps de jeu à l'AS Eupen. Du côté de Sclessin, il n'aura jamais quitté son rôle de faire-valoir, ses deux demi-saisons s'y ressemblant, 409 minutes de temps de jeu de janvier à avril 2016 (8 apparitions, 4 titularisations, 1 but) puis 304 de juillet à décembre (7 apparitions, 4 titularisations). L'objectif est clair en rejoignant sa nouvelle écurie, déclarant lui-même qu'il vient pour « accumuler du temps de jeu, montrer mon potentiel afin de prouver au Standard que je pourrai y rejouer l’année prochaine. » Il n'y disputera finalement que 82 minutes de jeu en Jupiler Pro League et 90 en Coupe de Belgique, souffrant d'une douleur à l'adducteur droit en février puis victime d'une rechute en avril.

### Prêt à Amiens
Le 15 juin 2017, lors du mercato estival, il rejoint l'Amiens SC pour un prêt avec option d'achat. Le 12 août 2017, il entre en jeu lors de la réception d'Angers et dispute ses premières minutes de jeu sous ses nouvelles couleurs (2e journée, défaite 0-2). Au sein d'un effectif pléthorique, comptant 32 éléments, il n'est plus convoqué pour les rencontres de championnat au sortir du mois d'août. En octobre, cinq joueurs sont annoncés sur le départ. Il en fait partie, au côté de Raphaël Adiceam, Nathan Dekoke, Quentin Cornette et Sekou Baradji.

## Statistiques

### Statistiques en club
| Saison                | Club                  | Championnat           | Championnat | Championnat | Championnat | Coupe nationale | Coupe nationale | Coupe nationale | Coupe de la Ligue | Coupe de la Ligue | Coupe de la Ligue | Compétition(s) continentale(s) | Compétition(s) continentale(s) | Compétition(s) continentale(s) | Compétition(s) continentale(s) | Barrages | Barrages | Barrages | Total | Total | Total |
| Saison                | Club                  | Division              | M.          | B.          | P.d.        | M.              | B.              | P.d.            | M.                | B.                | P.d.              | Comp.                          | M.                             | B.                             | P.d.                           | M.       | B.       | P.d.     | M.    | B.    | P.d.  |
| 2014-2015             | Valenciennes FC       | Ligue 2               | 17          | 0           | 1           | 2               | 0               | 0               | 1                 | 0                 | 0                 | -                              | -                              | -                              | -                              | -        | -        | -        | 20    | 0     | 1     |
| Sous-total            | Sous-total            | Sous-total            | 17          | 0           | 1           | 2               | 0               | 0               | 1                 | 0                 | 0                 | -                              | 0                              | 0                              | 0                              | -        | -        | -        | 20    | 0     | 1     |
| 2015-2016             | K Saint-Trond VV      | Jupiler Pro League    | 13          | 1           | 2           | 1               | 1               | 0               | -                 | -                 | -                 | -                              | -                              | -                              | -                              | -        | -        | -        | 14    | 2     | 2     |
| Sous-total            | Sous-total            | Sous-total            | 13          | 1           | 2           | 1               | 1               | 0               | 0                 | 0                 | 0                 | -                              | 0                              | 0                              | 0                              | -        | -        | -        | 14    | 2     | 2     |
| 2015-2016             | Standard de Liège     | Jupiler Pro League    | 8           | 1           | 1           | 2               | 1               | 0               | -                 | -                 | -                 | -                              | -                              | -                              | -                              | -        | -        | -        | 10    | 2     | 1     |
| 2016-2017             | Standard de Liège     | Jupiler Pro League    | 7           | 0           | 2           | -               | -               | -               | -                 | -                 | -                 | C3                             | 2                              | 0                              | 0                              | -        | -        | -        | 9     | 0     | 2     |
| Sous-total            | Sous-total            | Sous-total            | 15          | 1           | 3           | 2               | 1               | 0               | 0                 | 0                 | 0                 | -                              | 2                              | 0                              | 0                              | -        | -        | -        | 19    | 2     | 3     |
| 2016-2017             | KAS Eupen (prêt)      | Jupiler Pro League    | 2           | 0           | 0           | 1               | 0               | 0               | -                 | -                 | -                 | -                              | -                              | -                              | -                              | -        | -        | -        | 3     | 0     | 0     |
| 2017-2018             | Amiens SC (prêt)      | Ligue 1               | 1           | 0           | 0           | -               | -               | -               | -                 | -                 | -                 | -                              | -                              | -                              | -                              | -        | -        | -        | 1     | 0     | 0     |
| Sous-total            | Sous-total            | Sous-total            | 3           | 0           | 0           | 1               | 0               | 0               | 0                 | 0                 | 0                 | -                              | 0                              | 0                              | 0                              | -        | -        | -        | 4     | 0     | 0     |
| 2018-2019             | La Gantoise           | Jupiler Pro League    | 23          | 1           | 6           | 5               | 3               | 1               | -                 | -                 | -                 | C3                             | 4                              | 0                              | 0                              | -        | -        | -        | 32    | 4     | 7     |
| 2019-2020             | La Gantoise           | Jupiler Pro League    | 6           | 0           | 0           | 1               | 0               | 0               | -                 | -                 | -                 | C3                             | 2                              | 0                              | 1                              | -        | -        | -        | 9     | 0     | 1     |
| Sous-total            | Sous-total            | Sous-total            | 29          | 1           | 6           | 6               | 3               | 1               | 0                 | 0                 | 0                 | -                              | 6                              | 0                              | 1                              | -        | -        | -        | 41    | 4     | 8     |
| 2019-2020             | SV Zulte Waregem      | Jupiler Pro League    | 6           | 0           | 0           | 1               | 0               | 0               | -                 | -                 | -                 | -                              | -                              | -                              | -                              | -        | -        | -        | 7     | 0     | 0     |
| 2020-2021             | SV Zulte Waregem      | Jupiler Pro League    | 27          | 6           | 6           | 1               | 0               | 0               | -                 | -                 | -                 | -                              | -                              | -                              | -                              | -        | -        | -        | 28    | 6     | 6     |
| 2021-2022             | SV Zulte Waregem      | Jupiler Pro League    | 32          | 2           | 12          | 2               | 0               | 1               | -                 | -                 | -                 | -                              | -                              | -                              | -                              | -        | -        | -        | 34    | 2     | 13    |
| 2022-2023             | SV Zulte Waregem      | Jupiler Pro League    | 4           | 0           | 0           | -               | -               | -               | -                 | -                 | -                 | -                              | -                              | -                              | -                              | -        | -        | -        | 4     | 0     | 0     |
| Sous-total            | Sous-total            | Sous-total            | 69          | 8           | 18          | 4               | 0               | 1               | 0                 | 0                 | 0                 | -                              | 0                              | 0                              | 0                              | -        | -        | -        | 73    | 8     | 19    |
| 2022-2023             | Hambourg SVV          | 2. Bundesliga         | 27          | 3           | 11          | 1               | 0               | 0               | -                 | -                 | -                 | -                              | -                              | -                              | -                              | 2        | 0        | 1        | 30    | 3     | 12    |
| 2023-2024             | Hambourg SVV          | 2. Bundesliga         | 28          | 3           | 7           | 1               | 0               | 0               | -                 | -                 | -                 | -                              | -                              | -                              | -                              | -        | -        | -        | 29    | 3     | 7     |
| 2024-2025             | Hambourg SVV          | 2. Bundesliga         | 32          | 9           | 12          | 1               | 0               | 0               | -                 | -                 | -                 | -                              | -                              | -                              | -                              | -        | -        | -        | 33    | 9     | 12    |
| Sous-total            | Sous-total            | Sous-total            | 87          | 15          | 30          | 3               | 0               | 0               | 0                 | 0                 | 0                 | -                              | 0                              | 0                              | 0                              | 2        | 0        | 1        | 92    | 15    | 31    |
| Total sur la carrière | Total sur la carrière | Total sur la carrière | 233         | 26          | 60          | 19              | 5               | 1               | 2                 | 0                 | 0                 | -                              | 8                              | 0                              | 1                              | 2        | 0        | 1        | 264   | 31    | 63    |

## Palmarès
|  |  | - Standard de Liège - Coupe de Belgique (1) - Vainqueur : 2016 | - La Gantoise - Coupe de Belgique - Finaliste : 2019 | - Hambourg SV - 2. Bundesliga - Vice-champion : 2025 |